# Ptilopachus nahani
El francolín de Nahan o gallinita de Nahan (Ptilopachus nahani) es una especie de ave galliforme de la familia Odontophoridae.  Esta especie en peligro de extinción se encuentra en las selvas del noreste de la República Democrática del Congo y el oeste de Uganda, donde está amenazada por la pérdida de hábitat y la caza. Anteriormente estuvo clasificado en los géneros Francolinus y Pternistis, pero fue trasladado al demostrarse que su pariente más cercano era la gallinita roquera.
Esta faisánido de hábitos terrestres es relativamente pequeño, mide unos 25 cm de largo. El plumaje de sus partes superiores es parduzco, mientras que tiene el de las superiores y el píleo de colores blanco y negro entreverados. Tiene un anillo periocular, la base del pico y las patas rojos.